# Abborrtjärnarna (Jokkmokks socken, Lappland, 739383-168603)
Abborrtjärnarna är en sjö i Jokkmokks kommun i Lappland och ingår i Luleälvens huvudavrinningsområde.